# Austrolebias paucisquama
Austrolebias paucisquama is een straalvinnige vissensoort uit de familie van de killivisjes (Rivulidae). De wetenschappelijke naam van de soort is voor het eerst geldig gepubliceerd in 2008 door Ferrer dos Santos, Malabarba & Costa.